# Troqueo
El troqueo (del griego τροχαῖος) es un pie de métrica constituido por una sílaba larga y otra breve, habitualmente representadas así: ¯ ˘ (āă). 
Originariamente, el troqueo era uno de los pies de la métrica grecolatina. El ritmo trocaico en la métrica en lengua española se produce cuando se trata de un pie formado por una sílaba acentuada seguida de otra no acentuada. 
Por ejemplo, Stabat Mater emplea el tetrámetro trocaico:
Stābat Māter dolorōsa

Iuxta crucem lacrimōsa,

Dum pendebat filius.

Cuius animam gementem

Contristatam et dolentem

Pertransivit gladius.